# Anna di Horne
Anna di Horne (nome completo in francese Anne Françoise Eugènie; 20 marzo 1629 – Bruxelles, 25 giugno 1693) è stata contessa consorte di Taxis nel 1650 e di Thurn und Taxis dal 1650 al 1676, in quanto moglie del conte Lamoral Claudio Francesco.

## Biografia

### Nascita
La contessa Anna di Horne-Houtekerke nacque il 20 marzo 1629, secondogenita e prima figlia femmina di Philippe Lamoral, conte di Houtekerke e di Herlies (1602-1654), e di Dorothée Jeanne di Ligne-Arenberg (1601-1665). Ebbe sei fratelli e quattro sorelle.

### Matrimonio
Il 6 febbraio 1650, all'età di 20 anni, sposò Lamoral Claudio Francesco di Thurn und Taxis a Braine-le-Château. Visse nell'attuale Germania.

### Ultimi anni
Rimasta vedova nel 1676, morì sessantaquattrenne a Bruxelles il 25 giugno 1693.

## Discendenza
Anna di Horne e Lamoral Claudio Francesco di Thurn und Taxis ebbero nove figli e diciannove nipoti:
- Filippo Leopoldo (Bruxelles, 18 novembre 1650 - Bruxelles, 10 giugno 1657);
- Eugenio Alessandro Francesco (Bruxelles, 11 gennaio 1652 - Francoforte sul Meno, 21 febbraio 1714), sposò in prime nozze la principessa Anna Adelaide di Fürstenberg-Heiligenberg (Monaco di Baviera, 16 gennaio 1659 - Bruxelles, 13 novembre 1701) il 24 marzo 1678 a Vienna.[2] Sposò in seconde nozze la contessa Anna Augusta di Hohenlohe-Waldenburg-Schillingsfürst (Schillingsfürst, 11 novembre 1675 - Francoforte sul Meno, 21 settembre 1711) il 21 novembre 1703 a Francoforte sul Meno;[2]
- Inigo Lamoral (1653 - 1⁰ ottobre 1713), sposò in prime nozze la contessa Maria Claudia Fugger di Nordenberg (Mattsies, 13 gennaio 1668 - Costanza, 13 aprile 1721) il 22 febbraio 1689 ad Augusta.[3] In seconde nozze sposò Marie Louise Rodriguez di Evora (17 settembre 1663 - ?);[3]
- Francesco Sigismondo (Bruxelles, 30 gennaio 1655 - 19 gennaio 1710), sposò la contessa Anna Giacinta d'Ursel (? - 17 ottobre 1700);[4]
  - Anna (? - 19 marzo 1719).
- N.N. (15 aprile 1656 - 19 aprile 1656);
- Genoveffa Ernestina Maria (1657 - 1686), sposò il marchese Martin Gutierrez de Los Rios;[5]
- Isabella Maria (1660 - 1671);
- Antonio Alessandro (1662 - Neuhäusel, 6 giugno 1683);[6]
- Maria Teresa (1663 - 1673).

## Titoli e trattamento
- 20 marzo 1629 - 6 febbraio 1650: Contessa Anna di Horne-Houtekerke
- 6 febbraio 1650 - 24 dicembre 1650: Sua Signoria, la contessa di Taxis
- 24 dicembre 1650 - 13 settembre 1676: Sua Signoria, la contessa di Thurn und Taxis
- 13 settembre 1676 - 25 giugno 1693: Sua Signoria, la contessa Anna di Thurn und Taxis

## Ascendenza
|                                   |                   |                                 | Genitori                        |  |  | Nonni |  |  | Bisnonni         |  |  | Trisnonni       |  |
|                                   |                   |                                 |                                 |  |  |       |  |  | Georges di Horne |  |  | Martin di Horne |  |
|                                   |                   |                                 |                                 |  |  |       |  |  | Georges di Horne |  |  | Martin di Horne |  |
|                                   |                   | Anne di Croÿ                    |                                 |  |  |       |  |  | Georges di Horne |  |  |                 |  |
| Lamoral di Horne                  |                   |                                 |                                 |  |  |       |  |  | Georges di Horne |  |  |                 |  |
|                                   |                   | Leonore di Egmond               | Lamoral di Egmond               |  |  |       |  |  |                  |  |  |                 |  |
|                                   |                   | Leonore di Egmond               | Lamoral di Egmond               |  |  |       |  |  |                  |  |  |                 |  |
|                                   |                   | Leonore di Egmond               | Sabina di Simmern               |  |  |       |  |  |                  |  |  |                 |  |
| Philippe Lamoral di Horne         |                   | Leonore di Egmond               |                                 |  |  |       |  |  |                  |  |  |                 |  |
|                                   |                   | Jean IX di Mérode               | Hendrik I di Mérode             |  |  |       |  |  |                  |  |  |                 |  |
|                                   |                   | Jean IX di Mérode               | Hendrik I di Mérode             |  |  |       |  |  |                  |  |  |                 |  |
|                                   |                   | Jean IX di Mérode               | Françoise di Brederode          |  |  |       |  |  |                  |  |  |                 |  |
| Juliana di Mérode                 |                   | Jean IX di Mérode               |                                 |  |  |       |  |  |                  |  |  |                 |  |
|                                   |                   | Margareta di Pallant            | Erhard di Pallant               |  |  |       |  |  |                  |  |  |                 |  |
|                                   |                   | Margareta di Pallant            | Erhard di Pallant               |  |  |       |  |  |                  |  |  |                 |  |
|                                   |                   | Margareta di Pallant            | Marguerite di Lalaing           |  |  |       |  |  |                  |  |  |                 |  |
| Anna di Horne                     |                   | Margareta di Pallant            |                                 |  |  |       |  |  |                  |  |  |                 |  |
|                                   | Giovanni di Ligne | Luigi de Ligne                  |                                 |  |  |       |  |  |                  |  |  |                 |  |
|                                   | Giovanni di Ligne | Luigi de Ligne                  |                                 |  |  |       |  |  |                  |  |  |                 |  |
|                                   | Giovanni di Ligne | Maria di Bergen                 |                                 |  |  |       |  |  |                  |  |  |                 |  |
| Carlo d'Arenberg                  | Giovanni di Ligne |                                 |                                 |  |  |       |  |  |                  |  |  |                 |  |
|                                   |                   | Margherita de la Marck-Arenberg | Roberto II de la Marck-Arenberg |  |  |       |  |  |                  |  |  |                 |  |
|                                   |                   | Margherita de la Marck-Arenberg | Roberto II de la Marck-Arenberg |  |  |       |  |  |                  |  |  |                 |  |
|                                   |                   | Margherita de la Marck-Arenberg | Walburga di Egmont              |  |  |       |  |  |                  |  |  |                 |  |
| Dorothée Jeanne di Ligne-Arenberg |                   | Margherita de la Marck-Arenberg |                                 |  |  |       |  |  |                  |  |  |                 |  |
|                                   |                   | Philippe III de Croÿ            | Philippe II de Croÿ             |  |  |       |  |  |                  |  |  |                 |  |
|                                   |                   | Philippe III de Croÿ            | Philippe II de Croÿ             |  |  |       |  |  |                  |  |  |                 |  |
|                                   |                   | Philippe III de Croÿ            | Anne di Croÿ                    |  |  |       |  |  |                  |  |  |                 |  |
| Anne di Croÿ                      |                   | Philippe III de Croÿ            |                                 |  |  |       |  |  |                  |  |  |                 |  |
|                                   |                   | Johanna Henriette di Halewyn    | Jean III di Halewyn             |  |  |       |  |  |                  |  |  |                 |  |
|                                   |                   | Johanna Henriette di Halewyn    | Jean III di Halewyn             |  |  |       |  |  |                  |  |  |                 |  |
|                                   |                   | Johanna Henriette di Halewyn    | Jossine di Lannoy               |  |  |       |  |  |                  |  |  |                 |  |
|                                   |                   | Johanna Henriette di Halewyn    |                                 |  |  |       |  |  |                  |  |  |                 |  |